# Жидомасонська змова

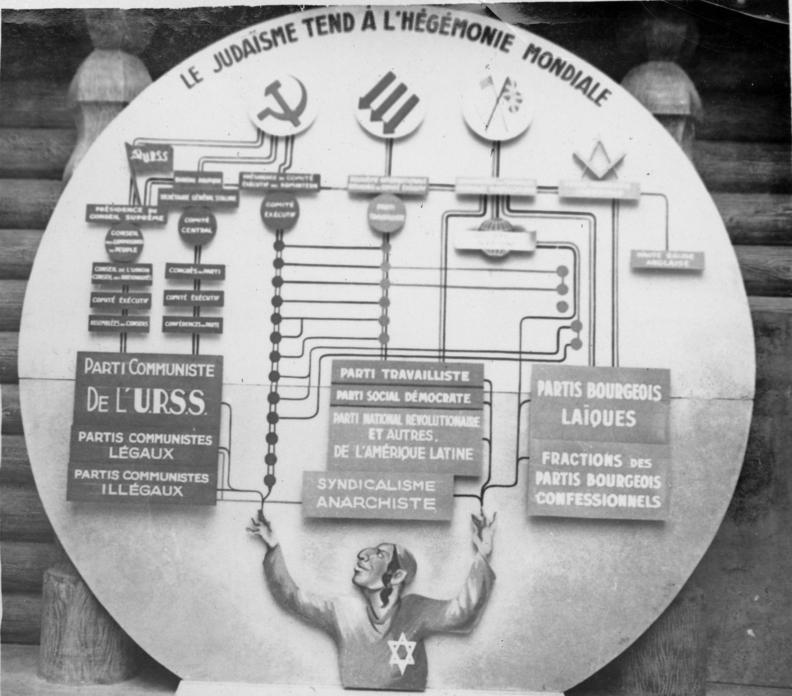
«Юдаїзм прагне до всесвітньої гегемонії». Схема на антибільшовицькій виставці в окупованому Парижі (1942)

Жидомасонська змова — теорія змови, згідно з якою таємна коаліція юдаїзму і масонства, іноді також і комунізму (жидобільшовизм, жидокомуна) прагне встановити всесвітнє панування. У Франції часів Третьої республіки, дореволюційної Росії і в російській еміграції, в гітлерівській Німеччині, а також в Іспанії при Франко були популярні ідеї про наявність такої змови.

## Історія
Ідея існування жидомасонської змови бере витоки з популярної на рубежі XIX і XX століть роботи «Протоколи сіонських мудреців» і з політичної боротьби у Франції навколо справи Дрейфуса (1894—1906). На об'єднання уявлень про таємні підступи юдеїв (що сходять до Середньовіччя) і пов'язаної з масонством конспірології (див. Масонська змова) вплинули такі фактори, як: зростання та інтернаціоналізація капіталів низки єврейських банкірських і промислових династій (Ротшильдів і інших) у XIX столітті та приписувана належність значної кількості французьких, американських, а потім і російських політиків кінця XIX — початку XX століть до масонських лож.
Найбільший ефект теорія Всесвітньої жидомасонської змови мала в частині, що стосується революції 1917 року у Росії. Згідно з дослідженнями Берберовой М. М., масони займали багато впливових посад у Державній Думі, Державній Раді, МЗС, військово-промисловому комітеті, генералітеті (після 1915 і усунення великого князя Миколи Миколайовича), Торгово-промисловому союзі, Прогресивному блоці, партії кадетів, октябристів, трудовиків, адвокатурі, професурі Московського і Петербурзького університетів. Ідея про причетність до змови євреїв здобула велику популярність на початку XX століття, чому сприяло єврейське походження Карла Маркса і багатьох лідерів соціалістичних і комуністичних рухів в усьому світі.
Теорія жидомасонської змови сьогодні досить популярна на теренах колишнього СРСР, наприклад у Росії. Так існування жидомасонської змови підтримують багато російськомовних письменників, зокрема, Ігор Шафаревич, Олег Платонов, Вадим Кожинов і покійний Григорій Климов. Опитування, проведене у Москві у 1990 році показало, що 18 % жителів Москви вважають, начебто сіоністська змова спрямована проти Росії